# LHS 1402
LHS 1402 (LP 885-57 / WD 0222-291) es una enana blanca situada en la constelación de Fornax. Distante unos 80 años luz del sistema solar, visualmente es muy tenue, siendo su magnitud aparente +18,05.
A diferencia del resto de las estrellas, las enanas blancas como LHS 1402 no generan energía por fusión nuclear, sino que radian al exterior el exceso de calor a un ritmo constante.
Con el transcurso del tiempo, la temperatura superficial va descendiendo, desplazándose el espectro de emisión hacia el rojo, proceso que conlleva una disminución en la luminosidad.
Dicho enfriamiento es cada vez más lento, por lo que son muy pocas las enanas blancas cuya temperatura efectiva es inferior a 4000 K —las llamadas «enanas blancas ultrafrías»—.
Incluida en este grupo, LHS 1402 posee una temperatura de 3240 ± 70 K, asumiendo una composición mixta de hidrógeno y helio. Su luminosidad de sólo 0,000035 soles; a título comparativo, la estrella de Van Maanen, enana blanca cercana al Sistema Solar, es 5 veces más luminosa.
Consecuentemente, se piensa que LHS 1402 es un objeto muy antiguo, cuya edad estimada —como enana blanca— es de casi 10 000 millones de años.
De hecho, se cree que puede provenir del viejo halo galáctico.
Tiene una masa estimada de 0,57 masas solares.